# Отношения Республики Конго и Франции
Отношения Республики Конго и Франции — двусторонние дипломатические отношения между Республикой Конго и Францией. Государства являются членами Организации Объединённых Наций и Франкофонии. Франция контролировала современную территорию Республику Конго как колонию с 1880-х годов до обретения независимости в 1960 году. После распада СССР Франция стала самым значительным внешнеторговым партнером Республики Конго.

## История
Территория, в настоящее время известная как Республика Конго, перешла под суверенитет Франции в 1880-х годах. Пьер Саворньян де Бразза, один из основателей французской империи, конкурировал с агентами Международной ассоциации Конго бельгийского короля Леопольда (позже Демократическая Республика Конго) за контроль над бассейном реки Конго. Между 1882 и 1891 годами были заключены договоры со всеми основными местными правителями на правом берегу реки, согласно которым их земли находились под защитой Франции. В 1908 году Франция организовала Французскую Экваториальную Африку, в которую вошли её колонии Среднее Конго, Габон, Чад и Убанги-Шари (Центральноафриканская Республика). Браззавиль был выбран столицей.
Экономическое развитие в течение первых 50 лет колониального правления в Конго было сосредоточено на добыче природных ресурсов частными компаниями. В 1924—1934 годах железная дорога Конго — Океан была построена со значительными человеческими и финансовыми потерями, но открыла путь для роста морского порта Пуэнт-Нуар и городов вдоль маршрута.
Во время Второй мировой войны администрация Французской Экваториальной Африки встала на сторону Свободной Франции и Шарля де Голля, а Браззавиль стал символической столицей Свободной Франции с 1940 по 1943 год. Браззавильская конференция 1944 года ознаменовала собой период крупных реформ во французской колониальной политике, включая отмену принудительного труда, предоставления французского гражданства колониальным подданным, децентрализации некоторых полномочий и избрания местных совещательных собраний. Конго выиграло от послевоенного расширения колониальных административных и инфраструктурных расходов в результате его центрального географического положения в пределах Французской Экваториальной Африки и столицы в Браззавиле.
Реформы 1956 года положил конец двойному голосованию и обеспечил частичное самоуправление для отдельных заморских территорий. Затем этническое соперничество вызвало острую борьбу между зарождающимися конголезскими политическими партиями и серьёзные беспорядки в Браззавиле в 1959 году. После референдума в сентябре 1958 года, на котором была одобрена новая конституция Франции, Французская Экваториальная Африка была распущена. Четыре территории стали автономными членами Французского сообщества, а Среднее Конго было переименовано в Республику Конго. Формальная независимость была предоставлена в августе 1960 года.

## Экономические отношения

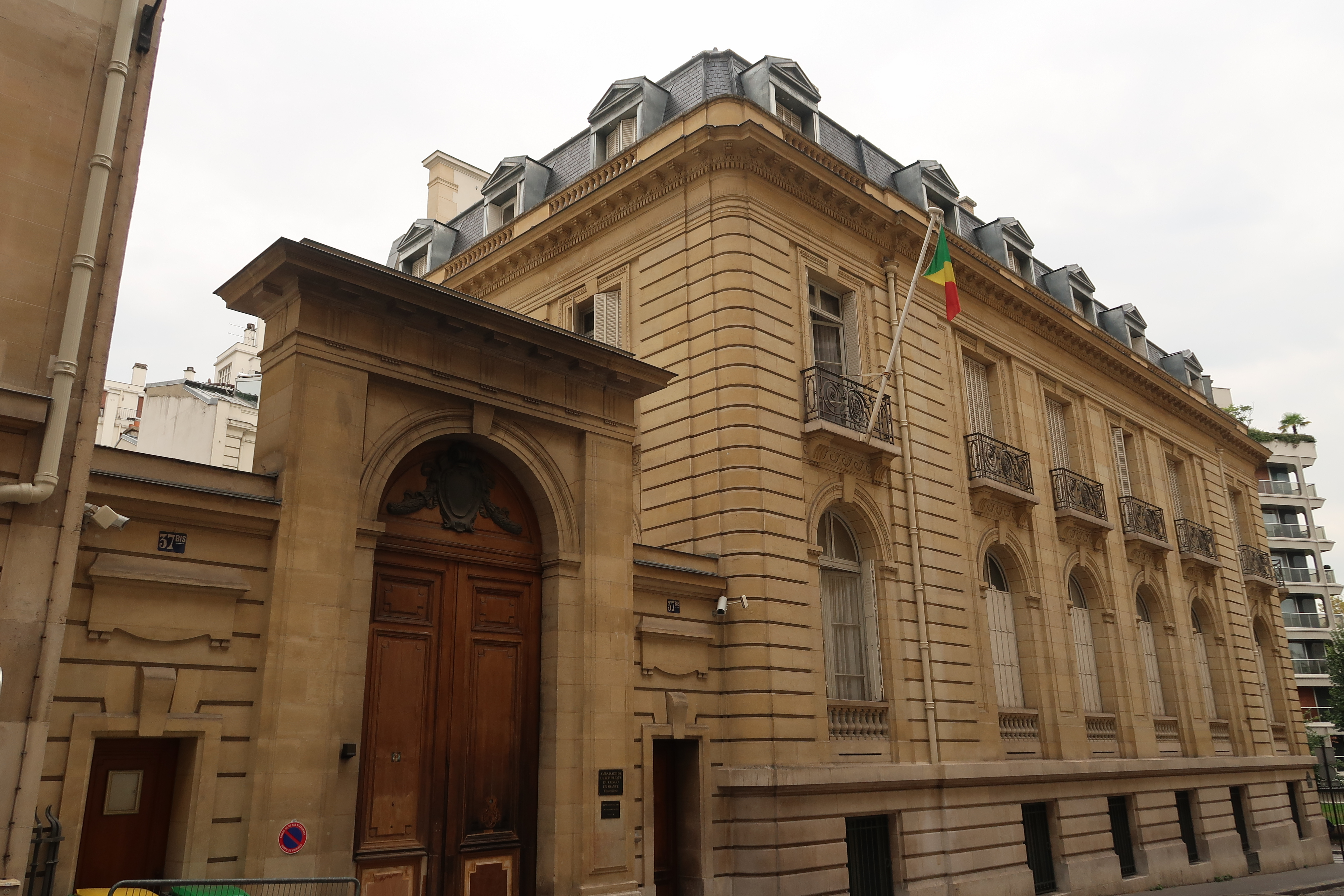
Посольство Республики Конго в Париже.

После обретения независимости Франция и Республика Конго поддерживали постоянные, но несколько сдержанные отношения, при этом Франция предлагала разнообразную культурную, образовательную и экономическую помощь. Основным элементом франко-конголезских отношений были успешные инвестиции в нефтяной сектор французской полугосударственной нефтяной компании Elf-Aquitaine (ныне TotalEnergies), которая присутствует в Республике Конго с 1968 года и продолжает увеличивать присутствие. В настоящее время Франция является основным внешним партнером Республики Конго, оказывая значительную экономическую помощь и играя при этом влиятельную роль. В 2009 года Франция закупила около 9 % конголезского экспорта, заняв третье место в общем объёме экспорта. Республика Конго закупила почти 21 % своего импорта из Франции.

## Дипломатические представительства
- Республика Конго имеет посольство в Париже[3].
- У Франции имеется посольство в Браззавиле[4].